# كونيخيرا

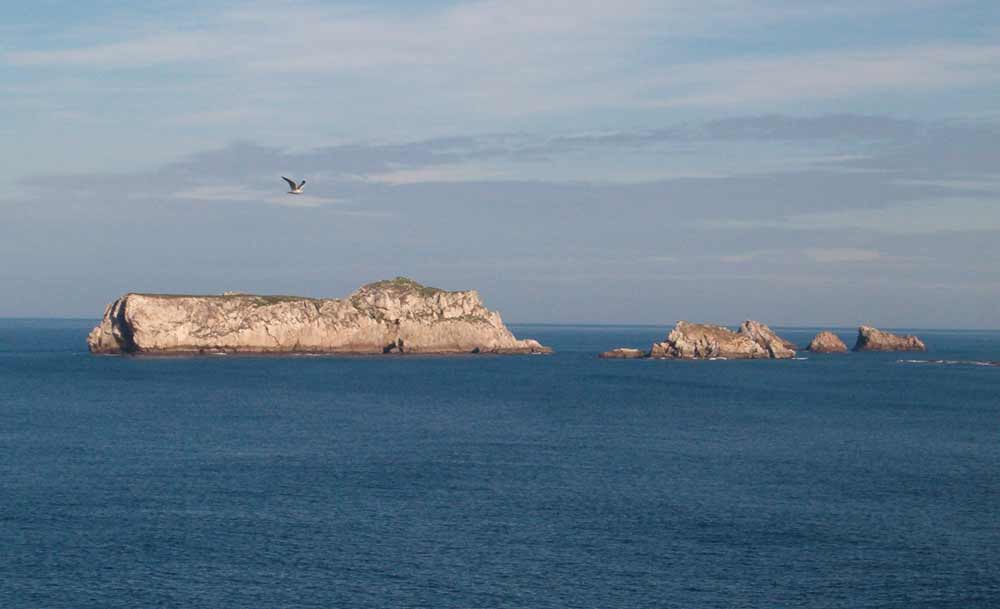
جزيرة كونيخيرا في كانتابريا.

جزيرة كونيخيرا (بالإسبانية: Isla Conejera) جزيرة إسبانية تقع في بحر كانتابريا، هي تابعة لمنطقة كانتابريا شمال إسبانيا.
تبلغ مساحة جزيرة كونيخيرا 0,023 كم².